# Portimão
Portimão – gmina i miasto w południowej Portugalii, w regionie Algarve, podregionie Algarve, dystrykcie Faro. Siedzibą władz gminy Portimão jest miasto Portimão.

## Opis
Gmina zajmuje powierzchnię 182,06 km², a w 2011 r. zamieszkiwało ją 55 614 osób. Na terenie gminy, zlokalizowane jest jedno miasto:
Portimão – prawa miejskie od 11 grudnia 1924 r., zajmuje powierzchnię 75,69 km² (w skład miasta wchodzi jedno sołectwo - Portimão), w 2011 r. liczyło 45 431 mieszkańców
W miejscowości jest stacja kolejowa Portimão.

## Sołectwa

Mapa gminy Portimão z aktualnym podziałem na sołectwa.

Gmina Portimão jest podzielona na 3 sołectwa (port. freguesias), jako jednostki administracyjne niższego rzędu. Są to:
- Alvor - 6154 osoby[1]
- Mexilhoeira Grande - 4029 osób
- Portimão (w całości stanowi je miasto Portimão) - 45 431 osób

## Turystyka
Gmina słynie z Praia da Rocha, jednej z najpiękniejszych plaż Europy. Znajduje się tutaj również największy w Algarve port morski (przede wszystkim rybacki, jednak obsługujący również jachty i statki wycieczkowe) oraz marina wybudowana u wejścia do portu.

## Liczba mieszkańców
| 1864  | 1878   | 1890   | 1900   | 1911   | 1920   | 1930   | 1940   | 1950   | 1960   | 1970   | 1981   | 1991   | 2001   | 2011   |
| 9 383 | 10 567 | 11 826 | 13 700 | 15 697 | 14 983 | 21 131 | 21 419 | 23 697 | 24 142 | 25 195 | 34 464 | 38 833 | 44 818 | 55 614 |

## Współpraca
- Maia